# ビタクラフト
ビタクラフト（英: Vita Craft Corporation(英語版)）は、アメリカ合衆国のステンレス調理器具メーカー。
製品はアメリカ合衆国で生産され販売されているが、売り上げの大部分がアジアと欧州市場での販売である。アメリカでは訪問販売やイベントでの直販を行なっているが、アジアや欧州では百貨店を中心に量販店などでも販売されている。
後述するビタクラフト・ジャパンは日本における同社の総代理店で、経営者は同じだが資本関係のない企業とされている。

## 沿革

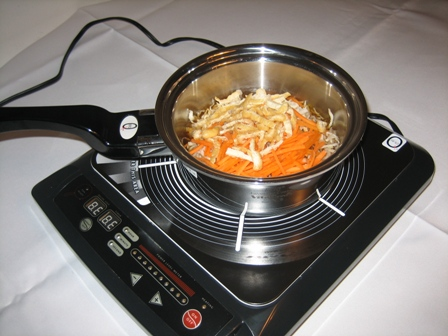
ビタクラフトの鍋

1920年代半ば、宇宙工学の分野において、ロケットの部品用に異質の金属を熱と圧力で接着させる高熱圧着法が開発された。開発チームの一員で、後にビタクラフトの副社長になるチャールズ・C・クーナーは、高熱圧着法で生成された金属板の驚くべき熱効率に着目し、この技術が鍋に応用できないかと考えた。
それから約15年間、研究による研究を重ね、ビタクラフトの芯となるステンレスとアルミニウムを重ねた金属板が開発された。
- 1939年にシアトル大学とウィスコンシン大学の調理器具研究者による研究開発を元に創業。
- 2001年に日本で販売代理店をしていた井村守が米国に移住し個人で買収[4]。
- 2003年にRFID技術でRFIQ自動調理システム（英語版）特許を取得[4]。
- 2006年に本社機能を日本に移す。

## ビタクラフトジャパン
ビタクラフトジャパン（Vita Craft Japan）は、日本を筆頭にアジアにおいてビタクラフトの商品を独占輸入販売契約を持つ代理店。1974年に井村守がビタクラフトの調理器具を販売するために井村商事株式会社として創業。2001年にビタクラフトジャパン株式会社と改称。2006年以降はビタクラフトの新製品開発を行いビタクラフト社が持っていた特許、商標権の全てを取得している。